# أياكس أمستردام موسم 2002–03
كان موسم 2002–03 هو الموسم الـ103 لنادي أياكس والموسم الـ47 على التوالي للنادي في الدوري الهولندي.